# Roger Donaldson
Roger Donaldson (Ballarat, 15 november 1945) is een in Australië geboren Nieuw-Zeelands filmregisseur.
Donaldson werd in Ballarat in de Australische staat Victoria geboren en emigreerde in 1965 naar Nieuw-Zeeland. Daar begon hij zijn carrière met fotografie voor commercials en regisseerde documentaires voor de Nieuw-Zeelandse televisie, waaronder de serie Winners and Losers uit 1975 met Ian Mune. Hij regisseerde zijn eerste speelfilm Sleeping Dogs in 1977 met Sam Neill in de hoofdrol. Donaldson's internationale doorbraak was in 1984 met The Bounty, een remake van de film Mutiny on the Bounty uit 1935. In hetzelfde jaar werd hij met de film op het filmfestival van Cannes genomineerd voor een Gouden Palm. In 1988 ontving hij ook een Razzie Award-nominatie voor de film Cocktail. Prijzen die hij daadwerkelijk won was in 2005 een publieksprijs op het High Falls Film Festival in Rochster voor de film The World's Fastest Indian. Een jaar later won hij met dezelfde film ook drie New Zealand Screen Awards.

## Filmografie
- 1977: Sleeping Dogs
- 1980: Nutcase
- 1981: Smash Palace
- 1984: The Bounty
- 1985: Marie
- 1987: No Way Out
- 1988: Cocktail
- 1990: Cadillac Man
- 1992: White Sands
- 1994: The Getaway
- 1995: Species
- 1997: Dante's Peak
- 2000: Thirteen Days
- 2003: The Recruit
- 2005: The World's Fastest Indian
- 2008: The Bank Job
- 2011: Seeking Justice
- 2014: The November Man